# Moritake Tanabe
Moritake Tanabe fue un teniente general del Ejército Imperial Japonés durante la Segunda Guerra Mundial, estuvo previamente activo durante la segunda guerra sino-japonesa y se hizo tristemente célebre como testaferro y responsable criminal de la Masacre de Nankín en 1937 a 1938.

## Biografía
Moritake Tanabe nació en la Prefectura de Ishikawa en 1889 en el seno de una familia con fuerte tradición samurái y militar, ingresó al ejército imperial en 1908 y se graduó en 1910, luego siguió sus estudios de formación como oficial en la Escuela Superior del Estado Mayor del Ejército y se graduó en 1918 como oficial.
Sirvió como oficial táctico en la 16.ª división del Ejército en Kioto y luego fue comisionado para servir como agregado militar en Francia. Durante la Primera Guerra Mundial sirvió como instructor en el 61.º batallón de infantería.  Se le encomendó como Oficial Superior de Estado Mayor, Subdivisión de Control del EIJ y luego pasó como administrativo a la Oficina de Movilización Económica dependiente del Ministerio de Guerra en el periodo 1932-1933. En 1933, alcanzó el grado de coronel.
Tanabe posteriormente fungió como instructor de la Escuela de Infantería del Ejército entre 1933 y 1934. Entre 1934 y 1936 ocupó el cargo de Jefe de la Rama de Movilización militar y civil dependiente de la Oficina de Movilización Económica del Ministerio de Guerra. En 1937 alcanzó el grado de mayor general y sirvió como Jefe del cuerpo de blindados en Chiba, como jefe de Estado Mayor del 10.º ejército y en 1939 pasó a ser teniente general al mando de la 41.º división del EIJ.
Fue enviado en noviembre de 1941, en el contexto de la segunda guerra sino-japonesa al área norte de China como vicecomandante del Estado Mayor de la 10.ª división en circunstancias, en que el 41.º ejército japonés avanzaba de Shanghái a Nankín cometiendo todo tipo de atrocidades en el periplo. En estas acciones estaba como oficial de alta graduación (general), el príncipe Yasuhiko Asaka quien fungía como comandante de la invasión a Nankín dando comienzo a un genocidio en la población emitiendo la orden abierta a los soldados de matar a todo prisionero sumariamente. Secundaba estos luctuosos hechos el general Iwane Matsui, superior de Tanabe. Debido al ascendiente imperial de Asaka, Tanabe quien era un subordinado, solo se limitó a dejar actuar sin interferir con Asaka ni mucho menos con Matsui en la conducta de la soldadesca. Esto permitió la infamada Masacre de Nankín que resultó entre 100.000 a 300.000 chinos ejecutados, hombres, mujeres y niños además de que se perpetraran miles de graves tropelías de todo tipo como enterrar a civiles vivos, decapitaciones en masa y violaciones a mujeres chinas de todas las edades e incluso jóvenes varones y niñas.
En 1941, fungió como segundo jefe del Estado Mayor General del EIJ y se opuso denodadamente al ataque a Pearl Harbor instigado por Tojo. Una vez desarrollado el Frente del Pacífico, planificó varias acciones-anzuelo para alejar a los aliados de Guadalcanal en un intento de estrangular las líneas de abastecimiento de esa isla sin lograrlo plenamente.
Desde 1943 hasta 1945 asumió la dirección del 25.º Ejército en la ocupación de Sumatra donde ejerció acciones benignas con la población respetando costumbres y política interna.
En 1945, terminada la guerra, Tanabe ya rendidas sus fuerzas al mando, fue apresado por el ejército holandés y sometido a juicio siendo imputado por crímenes de guerra principalmente en Nankín, aunque los cargos y evidencias no fueron del todo claras en su real responsabilidad ejecutiva como segundo al mando, se le consideró culpable por omisión y se le sentenció a morir en la horca como criminal de guerra siendo ejecutado el 10 de julio de 1949 en la prisión de Medan.